# Muespach
Muespach je občina v departmaju Haut-Rhin francoske regije Alzacija.
Leta 2012 je v občini živelo 839 oseb oz. 74 oseb/km².